# The Hunter (album de Blondie)
Pour les articles homonymes, voir The Hunter.
Albums de Blondie
The Best of Blondie
(1981) The Complete Picture: The Very Best of Deborah Harry and Blondie
(1991)
Singles
1. Island of Lost Souls
Sortie : Avril 1982
2. War Child
Sortie : Juillet 1982

The Hunter est le sixième album studio du groupe américain Blondie, sorti le 24 mai 1982.
L'album s'est classé 33e au Billboard 200.

## Liste des titres
| 1. | Orchid Club          | Nigel Harrison, Deborah Harry | 5:45 |
| 2. | Island of Lost Souls | Chris Stein, Harry            | 4:42 |
| 3. | Dragonfly            | Stein, Harry                  | 6:00 |
| 4. | For Your Eyes Only   | Stein, Harry                  | 3:07 |
| 5. | The Beast            | Stein, Harry                  | 4:54 |

| 1. | War Child                             | Harrison, Harry | 4:00 |
| 2. | Little Caesar                         | Stein, Harry    | 3:00 |
| 3. | Danceway                              | Jimmy Destri    | 3:19 |
| 4. | (Can I) Find the Right Words (To Say) | Destri, Harry   | 3:07 |
| 5. | English Boys                          | Stein, Harry    | 3:49 |
| 6. | The Hunter Gets Captured by the Game  | Smokey Robinson | 3:37 |

| 12. | War Child (Extended version) | Harrison, Harry | 7:58 |